# 4580 Чайлд
4580 Чайлд (4580 Child) — астероїд головного поясу, відкритий 4 березня 1989 року.
Тіссеранів параметр щодо Юпітера — 3,348.